# 未来
未来（みらい、西: futuro、仏: futur、独: Zukunft、英: future）とは、
1. これから来る時[1]。「将来」[1]。
2. 仏教用語。三世のひとつ。未来世。死後の世。来世。後世。
3. 文法用語。西欧語などの文法における、時制のひとつ[1]。過去、現在、未来という3時制のひとつで、これから実現することを表現するための語法。

「瑞祥語」としても使用される。また、副詞として用いられることもある。

## 概要

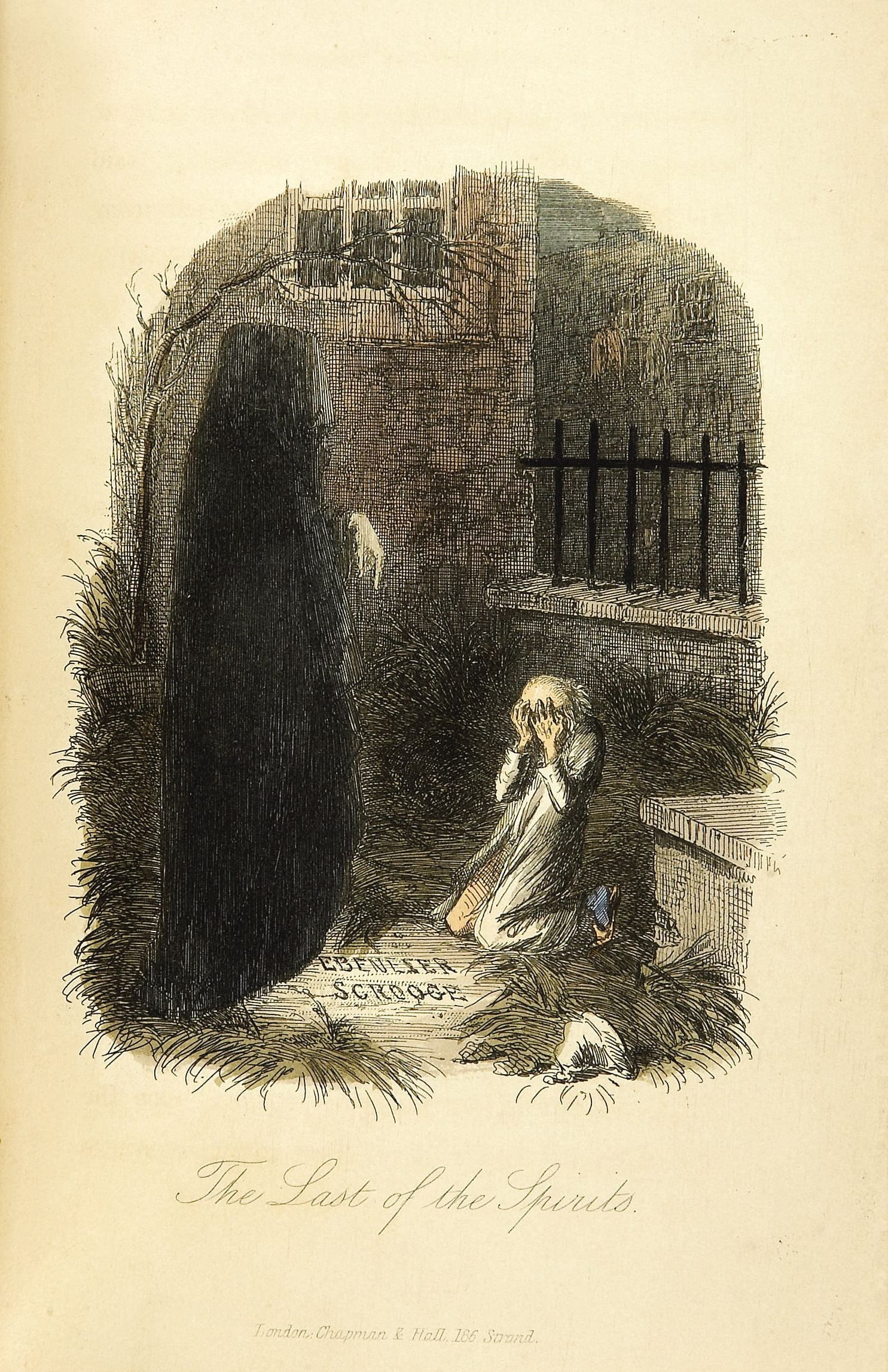
未来のクリスマスの幽霊がスクルージに彼の将来を見せる。ディケンズ 『クリスマス・キャロル』より。

未来（みらい）は、時間の中で現在の後に来るものである。時間や物理法則が存在する限り未来の到来は避けられないものとされる。実在の明らかな性質および未来の不可避性により、現在存在し将来も存在することになるものは永続的なものと一時的な物の二つに分類される。永遠という概念と未来とは哲学・宗教・科学の主要な主題であり続けてきたし、これらを議論の余地なく定義づけることは精神的に最も偉大な人々にもできないでいる。時間を直線的なものとみなす西洋文明においては未来とは一方向に伸びていく時間のうち起こることが予期される部分である。特殊相対性理論においては未来は絶対的未来、つまり未来光円錐であるとされる。
時間の哲学において現在主義という立場が存在するがこれは現在だけが存在し過去や未来は存在しないとするものである。宗教ではカルマ、来世、終末論といった問題を扱う際に未来に関する考察がなされる。予言者や占い師といった宗教家は未来を見通せると主張する。未来を予知予測するための体系的な研究は先人たちの天体観測から起こってきた。
未来学とは未来に起こりそうなことを想定する学問・技術・実践である。現代の未来学者は画一的な未来よりも代替的・多元的な未来を強調し、ありうる好ましい未来の創造に対して予想や可能性の限界を強調する。
未来はいくつかの芸術運動や文化範疇を通じて探求されてきた。20世紀初頭の未来派は絵画・彫刻・詩歌・演劇・音楽・建築さらには美食といったあらゆる芸術形式を探求した。未来派は過去の思潮、特に政治・芸術における伝統を毛嫌いした。代わりにスピード・技術・暴力といったものへの愛を支持した。未来派音楽には機械への敬意、機械の導入、機械の模倣があった。未来派は他の芸術領域を取り込んでいったが、最終的には工業デザイン、織物、建築を取り込むに至った。

## 文法
文法における「未来」とは、時制のひとつである。これから実現することとして記述する場合に用いる語法である。西欧語では一般に動詞の語形変化によって時制が示される。英文法などでは「未来形」とも。

## 予測
予測とはコントロールされていない状況からの帰結を推測する方法である。予測は天気予報・地震予知・交通計画・労働市場設計といった多くの分野で用いられる。未知の要素が存在するために予測にはリスクや不確実性がつきものである。
統計に基づく予測は横断的データや縦断的研究とともに時系列を用いる。計量経済学的予測法では変化するものに影響を与えうる要因を同定することが可能であると仮定される。要因がわかれば変数に影響する射影が復元でき、予測に用いられる。判断に用いる予測法はデルファイ法、scenario building、シミュレーションなどのように直感的な判断、推測、確率の推測といったものを結合させる。
予想（英: prediction）という語は予測（英: forecasting）と同様であるが未来に関する根拠のない主張も含むなどより一般的に用いられる。未来を予想するための体系的な研究は占星術、腸卜、占いのような実践とともに始まった。これらは皆、今日では疑似科学とみなされているが、あらかじめ未来を知りたいという人間の欲望から起こった。
未来学のような近代的な研究では技術や社会に関する予想がなされるが、より昔の実践では天気の予想のように科学的モデルや因果モデルの恩恵を受けている。未来を知るための認識方法の発展にもかかわらず、多くの自然的・社会的過程の不規則性・カオス性により未来を正確に予測することが困難であり続けている。

## 未来学
未来学とはありうる、好ましい未来やそのもとにある世界観・神話を想定する学問・技術・実践である。未来学では何が存続しそうで、何が変化しそうで、何が新しく登場しそうかを理解することを追求する。そのためこの分野では過去や未来を体系的に傾向性に基づいて理解することや未来の出来事や傾向の蓋然性を推計することも行われている。この方法の鍵となるのは個人・組織・政府の成す決定が未来に及ぼす潜在的な影響を知ることである。指導者は自身の意思決定のためにこういった研究を援用する。: 
| 「 | 未来をつかみなさい、さもなくばあなたが未来に掴まれるであろう。 — パトリック・ディクソン、Futurewiseの著者 | 」 |

未来学は学際的な分野であり、過去と現在の変化を研究し、一般的な戦略と専門的な戦略、未来に関する意見を総合・分析する。未来学には洞察を深めありうる未来を調査しようという探求の中で資料や傾向、変化と不変性の原因を分析することが含まれる。現代の実践者は画一的な未来よりも代替的・多元的な未来を強調し、ありうる好ましい未来の創造に対して予想や可能性の限界を強調する。
未来学はたいていの場合は三つの要素により他の学問分野による研究から区別される（といってもあらゆる学問は重なっている部分があるものであって程度の違いに過ぎないのだが）。まず、未来学はしばしば可能な未来だけではなく起こりそうで好ましい「ワイルド・カード」な未来を考察する。次に、未来学は典型的にはさまざまな学問分野から得られた洞察に基づいて全体的・体系的な視点を得ようとする。三つ目として、未来学では未来に関する支配的に主張されている見方の裏に隠れた前提を取り出そうと挑戦する。つまり未来とは空虚なものではなく隠れた前提をはらんでいる。
次の景気循環における利率の変化や経営者・投資家の短期的な動きといったものを予測する経済学者の研究は一般的には未来学には含められない。ほとんどの戦略設計は1〜3年間の対象期間に好ましい未来を操作する計画を進めるがこれも未来であるとは考えられない。しかしありうる未来の出来事を推測し、またそれに対して強固であろうとする長い計画対象期間を持つ計画や戦略は戦略的予測と呼ばれる未来学の一分野である。
超自然的な方法によると称する未来予想を行う者も未来学には含まれない。一方、そういった人々が用いるモデルや彼らがそのモデルに与える解釈は未来学の研究対象となる。

## 物理学

未来光円錐、現在、過去光円錐を平面上に図示したもの。

物理学においては時間は4番目の次元である。時空は重力のような力によって曲がり伸び縮みする一種の構造と理解できると物理学者は主張する。
古典力学では未来は時間軸の片側であり、全ての観察者にとって同じものである。特殊相対性理論では時間の流れは観察者の基準系に応じる相対的なものである。観察者が基準となる物体から離れる速度が大きいほど物体が時間を通じて動く速度が小さく見える。ゆえに、未来はもはや客観的な概念ではない。さらに重要な概念として絶対的未来つまり未来光円錐がある。
人は空間の三つの次元においてはそれぞれ二つの向きに進めるが、時間に関しては一つの向きにしか進めないと多くの物理学者は主張する。
特殊相対性理論の帰結の一つとして、光速度に近づくにつれて、観測者の時間を遅延させことが出来るというものがある。このとき、観測者以外の世界では時間が進んでいるため、結果的に未来へ行ける（ただし帰ってくることはできない）というものがある。この効果は通常の条件では無視できる程度のものだが、無限のエネルギーによる光速度へ近似した場合、時間停止に近似した状態となる。
超高速での宇宙旅行においては時間の流れが大きく変わる。多くのサイエンス・フィクション（例えば『デジャヴ』）に描かれているように短時間であっても亜光速で移動するとずっと未来の地球に帰還することになる。
GPSなどの測定ではこの時間誤差を補正しなければ正しく位置観測が行えない。
ワームホールを用いて時空上の二つの場所を結び付けると理論上は時間旅行ができると主張する物理学者もいる。物理学者ミチオ・カクはこの理論上のタイムマシンに力を与えて「時空の構造内に穴をあける」ためには星一個分のエネルギーが必要であると指摘した。また別の理論では宇宙ひもによって時間旅行ができるという。

## 哲学
時間の哲学における現在主義とは現在だけが存在して未来や過去は実在しないという立場である。存在は論理的構造あるいはフィクションと解釈される。現在主義と対立する立場として永遠主義があり、過去のものや未来のものも永遠の内に存在すると考える。(多くの哲学者は支持しないが) 時間の成長するブロック宇宙理論と呼ばれることがある立場もある—これは過去と現在は存在するが未来は存在しないと考える。
現在主義はガリレイ流の、時間は空間から独立でないとする相対主義とは調和するが、多くの人が議論の余地のないものと考える別の哲学的命題と組み合わさっているローレンツやアインシュタインのような相対主義とは矛盾する可能性がある。一方ヒッポのアウグスティヌスは、現在とは過去と未来の境界であり広がりのある時間をそのうちに含まないと主張した。

アウグスティヌスに対立する意見として、意識的経験こそが時間の中で広がりを持つのと主張する哲学者もいる。例えばウィリアム・ジェームズは、時間とは「短い持続であり、我々はこの持続の中で直接的・持続的に経験を得ることができる」と述べた。また、アウグスティヌスは神は時間の外部に存在して永遠の中で常に現存しているとも主張している。古い時代の現在主義哲学者には仏教徒（インド仏教の流れにおいて）もいる。仏教哲学の現代の主導的な研究者にTheodor Ippolitovich Stcherbatskyがおり、仏教の現在主義に関して広範な著述を行っている。: 
| 「 | 過ぎ去ったものは実在せず、未来のものも実在せず、想像されたもの、ここにないもの、心的な物も[...]実在せず[...]究極的に実在するものは現在存在する物理的な能動性の (つまり因果作用の内にある) 運動だけである。 | 」 |

## 心理学
動物行動学者は動物の行動は信号刺激やその動物が過去に獲得した別の習性に大きく依拠すると考えるが、人間の行動は未来に対する予想と関係することが知られている。予想に基づいた行動は例えば楽観主義、悲観主義、希望のような心理学的な将来観の産物である場合がある。
楽観主義とは世界を肯定的な場所と見なす人生観である。楽観主義はコップに水が半分しか入っていないのではなく「半分満たされている」と考えるものとされる。楽観主義は悲観主義の反対の立場である。楽観主義者は人々や物事は本来良いものであるからほとんどの状況は最後には上手くいくものであると考えがちである。希望とは人生の中の出来事や状況から良い結果がもたらされると信じることである。希望はある量の絶望、欲望、期待、渇望、あるいは忍耐を暗示する―つまりその悪い結果が起こると考える根拠があるときですら良い結果が起こりうると信じることである。「希望に満ちていること」は希望とは感情の状態である点で楽観主義とはややことなる。対して楽観主義は肯定的な態度を導く慎重な思考の傾向を通じて到達できる。

## 宗教
宗教ではカルマ、来世、終末論といった時間の終わりや世界の終わりはどうなるかを研究する話題を扱う際に未来が考察される。宗教では多くの預言者が未来を変える力があるとされる。有名な宗教的人物は予言者や占い師のように未来が見通せると主張する。
「来世」という言葉は幽霊のように人間（あるいは動物）が肉体的な死を迎えたのちもその霊魂、精神、心が存続することを指して用いられる。たいていの場合死んだ人は生きている間の行動の正しさに応じて特定の領域つまり存在の地平面に行くとされる。
死後の世界には霊魂が別の肉体に移る（転生）ためのある種の準備を含むと信じる者もいる。
死後に関する思想の多くは宗教・秘教・形而上学に由来する。一方、こういった問題は超自然的であるから実在しないかあるいは知りえないと考える唯物論的還元主義者のように、死後の世界の存在に懐疑的であったり究極的には存在しないと考える人々もいる。形而上学モデルとしては、概して無神論者は来世が死んだ人を待ち受けると考えている。仏教のように非-有神論的な宗教の信者の中には神を前提とせずに転生のような死後の世界を想定しがちな者もいる。
不可知論者は一般的には、神の存在のように霊魂や死後の生のような超自然的現象は証明不可能なので知りえないという立場をとる。多くの宗教は、キリスト教やイスラームその他のように別の世界でも霊魂が存在すると考えるか仏教やヒンドゥー教の多くの宗派のようにこの世界の中で転生を繰り返すと考えるかに関わらず、死後の状態は生前の行いの報酬あるいは懲罰であると考える。この例外としてキリスト教プロテスタントのカルヴァン主義は例外であり、死後の状態は神の恩恵であって生前の行いによって獲得できるものではないと考えられる。
終末論は神学・哲学の一分野であり、一般に世界の終わりと呼ばれる世界の歴史の最後に来る出来事や全人類の究極的な運命を扱う。神秘主義においてはこの語は通常の存在の終了と神への再結合を比喩的にさすが、多くの伝統宗教では聖典や伝承に予言されたこの世界で未来に起こる出来事であると説かれる。より一般的には終末論は預言者や預言者の時代、終末のような概念を扱う。

## 芸術・文化

### 未来派
未来派は20世紀初頭のイタリアに起こった芸術運動である。主にイタリアとロシアの運動であったがイングランドやポルトガルのような他の国でも支持者がいた。未来派は絵画・彫刻・詩歌・演劇・音楽・建築さらには美食といったあらゆる芸術形式を探求した。未来派は過去の思潮、特に政治・芸術における伝統を毛嫌いした。また彼らはスピード・技術・暴力といったものへの愛を支持した。未来派は過去を愛することを「懐古趣味」（仏: passéisme）と呼んで軽蔑した。自動車・飛行機・産業都市こそが未来派の称賛するものであった、というのは人間の自然に対する技術的大勝利を表していたからである。

『未来派宣言』はこう述べている: 
| 「 | 「我々は戦争―世界の唯一の健康法―、軍国主義、愛国主義、自由をもたらす破壊行為、命を捨てるに値する美しい思想、女性差別を称賛する。」 | 」 |

未来派はその多くの特徴といくつかの思想を過激派の政治運動に負っていたが、1913年秋までは政治にあまり関わっていなかった。
20世紀の音楽における多くの古典的な運動の一つは機械を愛し、機械を取り入れ、機械を模倣していた。はっきりとイタリアの未来派運動の中心人物と目されていたのが兄弟の作曲家ルイージ・ルッソロとアントニオ・ルッソロである。彼らはイントナルモーリという楽器を使用したが、これは基本的にはノイズを作りだすサウンドボックスであった。ルイージ・ルッソロの未来派宣言『騒音芸術』は20世紀の音楽美学中で最も重要かつ影響力ある文献の一つとされている。他の未来派音楽としては蒸気機関車の音を模したアルテュール・オネゲルのパシフィック231、プロコフィエフの『The Steel Step』、Edgard Varèseの実験音楽などがある。
未来派文学はフィリッポ・トンマーゾ・マリネッティの『未来派宣言』（1909年）とともに始まった。未来派の詩はイメージや極端な簡潔さ（詩の実際の長さのことではない）の予期せぬ組み合わせを用いる。未来派の劇作品は節の数は少ないがひとつひとつが長く、無意味なユーモアを織り交ぜ、パロディを用いて歴史の長い演劇の伝統を傷つけようとする。小説のようなより長い文学形式が未来派の美学に占める位置はなかった。というのは未来派美学はスピードと圧縮に執心していたからである。
未来派は別の芸術領域へのかかわりを広げていき、最終的には絵画、彫刻、陶芸、グラフィックデザイン、工業デザイン、インテリアデザイン、劇場設計、織物、演劇、文学、音楽、建築を包摂するに至った。未来派建築は先進的な建材を用いることで合理主義やモダニズムに対して独特の批判をした点に特徴がある。未来派の理念は現代の西洋文化の重要な構成要素として残存している「若さ、スピード、科学技術」を強調して、現代の多くの商業的な映画・文化に表現を見いだしている。未来派に対して起こったいくつかの応答のうちの一つに1980年代の文学のジャンルであるサイバーパンク（科学技術がしばしば批判的な視点で扱われる）がある。

### サイエンス・フィクション (SF)

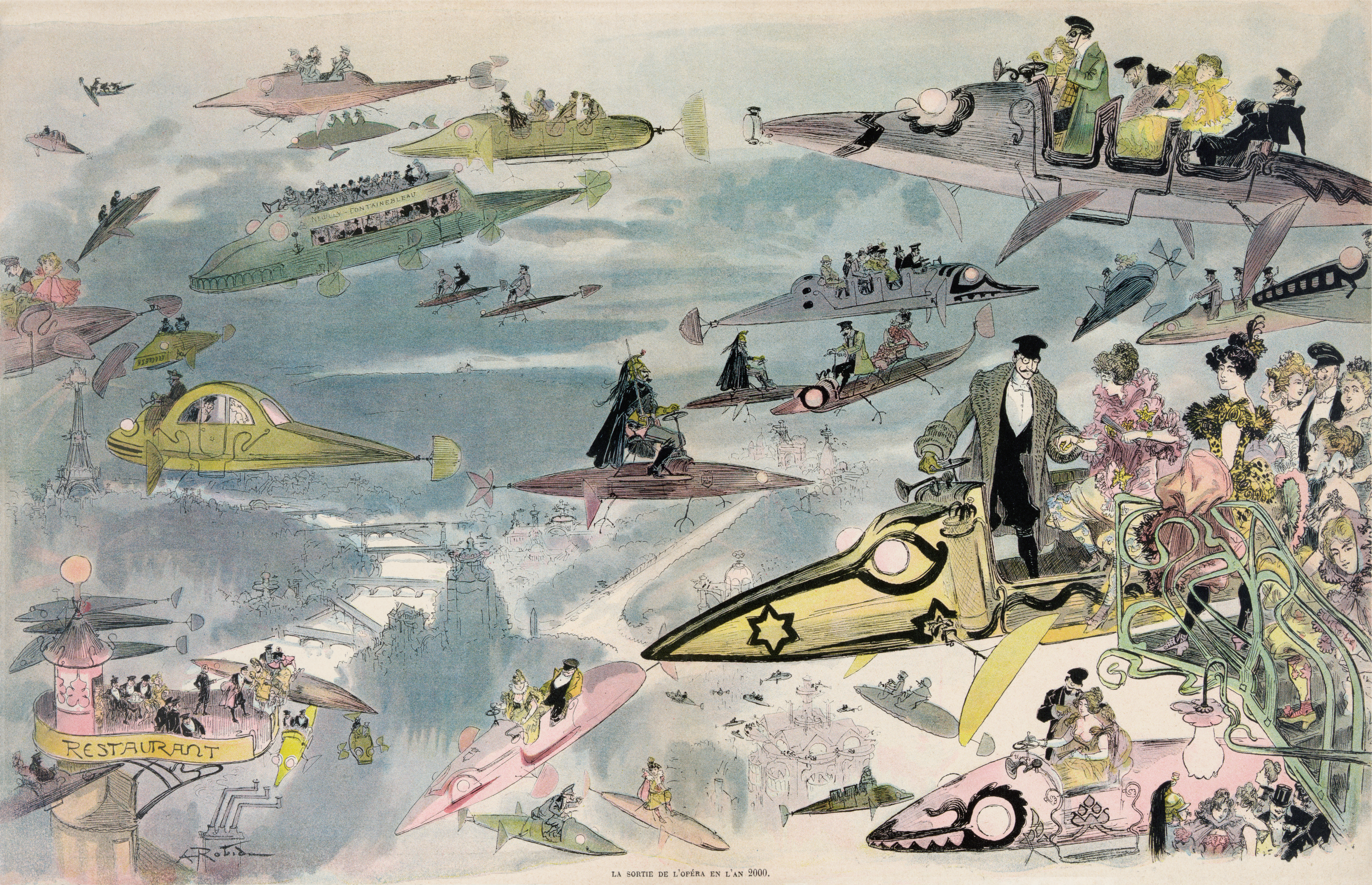
“La Sortie de l'opéra en l'an 2000”
2000年のパリの人々がオペラを後にして空中旅行をするという未来予想図。アルベール・ロビダ、1882年の作品。

SF作家ロバート・A・ハインラインは次のようにSFを定義した: 
| 「 | 現実世界や過去と現在に関する十分な知識に、そして科学的方法の性質と重要性にしっかりと基づいてのありうる未来の出来事に関する現実的な思索。 | 」 |

より一般的には、SFは広いジャンルのフィクションであり、しばしば現代ないし未来の科学技術に基づいた思索を扱う。SFは書籍・芸術・テレビ・映画・ゲーム・演劇その他のメディアに見出される。SFがファンタジーと異なるのは、物語の文脈において空想上の要素が科学的に証明されたか科学的に想定されている自然法則の内で概ね可能である点である（ただし物語の「いくつかの」要素はやはり純粋に想像的な思索でもよい）。舞台設定は未来や別の時間線であってもよく、物語はタイムトラベルや超能力のような新しいあるいは想像上の科学的原理、あるいはナノテクノロジーや超光速旅行あるいはロボットといった新しい科学技術を描く。こうした現実と異なる物事の帰結を探求することがSFの伝統的な目的であり、これによってSFは「アイディアの文学」となる。
SF作家の中には未来史とも呼ばれる仮想上の未来の歴史を構想して作品の共通の背景を用意する者もいる。さらにその未来史を編年体にしてまとめたものを作品とは別に発表する作家もいるが、一方で読者が作品中の情報から未来史を再構成することもできる。今までに発表された作品の中にはより文学的な意味で「未来史」を構成しているものもある―つまり物語あるいは作品全体が歴史書のスタイルで書かれているが描かれるのは未来の出来事である。その例としてはハーバート・ジョージ・ウェルズ『世界はこうなる』（英: The Shape of Things to Come, 1933年）があるが、この作品は2106年に発表された歴史書という形式をとっており、大量の脚注や20〜21世紀の (ほとんどは空想上の) 著名な歴史家の著作の引用を含んでおり本当の歴史書のようになっている。